# Municipio de West Boone
El municipio de West Boone (en inglés: West Boone Township) es un municipio ubicado en el condado de Bates en el estado estadounidense de Misuri. En el año 2010 tenía una población de 715 habitantes y una densidad poblacional de 9,12 personas por km².

## Geografía
El municipio de West Boone se encuentra ubicado en las coordenadas 38°26′15″N 94°32′45″O / 38.43750, -94.54583. Según la Oficina del Censo de los Estados Unidos, el municipio tiene una superficie total de 78.38 km², de la cual 77,46 km² corresponden a tierra firme y (1,18 %) 0,92 km² es agua.

## Demografía
Según el censo de 2010, había 715 personas residiendo en el municipio de West Boone. La densidad de población era de 9,12 hab./km². De los 715 habitantes, el municipio de West Boone estaba compuesto por el 97,34 % blancos, el 0,28 % eran afroamericanos, el 0,42 % eran amerindios, el 0,56 % eran de otras razas y el 1,4 % eran de una mezcla de razas. Del total de la población el 2,24 % eran hispanos o latinos de cualquier raza.